# Achaea regularidia
Achaea regularidia is een vlinder van de familie van de spinneruilen (Erebidae). De wetenschappelijke naam van deze soort is voor het eerst voorgesteld als Ophiusa regularidia door Embrik Strand in een publicatie uit 1912.
De soort komt voor in Congo-Kinshasa, Ethiopië en Tanzania.